# Grundig
Grundig е немски производител на потребителска електроника, домакински уреди и предмети за лична хигиена. Фирмата е създадена през 1945 г. от Макс Грундиг в Нюрнберг. Разраства се и се превръща в символ на западногерманското икономическо чудо, един от водещите производители на радиоприемници, телевизори, магнетофони и други електронни стоки в Европа през следващите десетилетия на XX век. През 70-те години Philips започва да придобива акциите на Grundig AG, което води до пълен контрол през 1993 г. През 1998 г. Philips се освобождава от Grundig. През април 2003 г. се налага компанията да обяви фалит. През 2007 г. Koç Holding купува Grundig и го прави част от своя филиал за домакински уреди Arçelik A.Ş. Koç е публично регистриран конгломерат с повече от 80 000 служители.

## История
Макс Грундиг започва дейност през 1930 г. с отварянето на веригата магазини Fürth, Grundig & Wurzer, чието седалище е във Фюрт, Северна Бавария. Продават се радиоапарати, но фирмата се специализира в производството на трансформатори. По време Втората световна война компанията, както и много други немски фирми, използват труда на военнопленници, но срещу заплащане. Освен трансформатори, Grundig произвежда устройства за управление на ракетите V1 и V2, както и електрически детонатори за противотанкови оръжия. През 1944 г. Grundig произвежда 50 000 малки трансформатора.
След Втората световна война Grundig разбира необходимостта от радиоапарати в Германия, и през 1947 г. произвежда модел за пазара с последващо изграждане на фабрика и административен център във Фюрт. През 1951 г. са изработени първите телевизори в новата фабрика. По това време Grundig вече е най-големият радиопроизводител в Европа, прославил се с традиционно високото немско качество. Произвеждат се радиоапарати, телевизори, магнетофони, касетофони, видеомагнетофони. Отворени са подразделения на фирмата в Нюрнберг, Франкфурт и Карлсруе.

### 2000-те години
В края на юни 2000 г. фирмата премества своята щаб-квартира от Фюрт в Нюрнберг – Лангвасер. През следващата година Grundig има оборот в размер на 1281 млрд. евро. През есента на 2002 г. банките не удължават кредитната линия на компанията, и през април 2003 г. тя обявява несъстоятелност. През 2004 г. Grundig е придобита съвместно от британската Alba plc и турската Beko, която е част от холдинга Koç. През 2007 г. Alba продава половината от бизнеса си на конгломерата Koç Holding за 50,3 млн. щ.д., като запазва лиценза за продажба на марката Grundig в Обединеното кралство до 2010 г. и в Австралия до 2012 г.
Днес дъщерната на Koç Holding компания Arçelik A.Ş., с над 27 000 служители по целия свят, е основният акционер на Grundig. Фирмата има производствени предприятия в различни градове на Европа, които доставят продуктите на Grundig в 65 страни по света.
Днес продуктите с марката Grundig се разпространяват от Beko Grundig Deutschland GmbH, принадлежаща на Arçelik.